# Alexandre Gallo
Alexandre Gallo (sinh ngày 29 tháng 5 năm 1967) là một huấn luyện viên và cựu cầu thủ bóng đá người Brasil.

## Sự nghiệp Huấn luyện viên
Alexandre Gallo đã dẫn dắt Portuguesa, Santos, FC Tokyo, Sport Recife, Internacional, Figueirense, Atlético Mineiro và Náutico.